# بهروز مفید
بهروز مفید (زاده ۱۶ اردیبهشت ۱۳۳۷) تهیه‌کننده تلویزیون اهل ایران است. او فعالیت خود را در سال ۱۳۸۴ با سریال پای پیاده آغاز کرد. از مهم‌ترین آثار او تهیه‌کنندگی مجموعه زیرزمین است.

## زندگی‌نامه
وی پس از تحصیلات ابتدایی و متوسطه به دانشکده کشاورزی دانشگاه تهران راه یافت و در رشته آبیاری و آبادانی تحصیل کرد. مفید پس از پیروزی انقلاب با گذراندن یک دوره آموزشی خبرنگاری در دانشگاه علامه طباطبایی، به خبرگزاری جمهوری اسلامی رفت و به مدت چهار سال سردبیر خبر این خبرگزاری بود. در این فاصله، مدتی دبیری شورای اخبار جنگ را نیز به عهده داشت. مفید در سال ۱۳۶۲ به سازمان صدا و سیما منتقل شد و مسئولیت‌هایی چون قائم‌مقام مدیر کل بخش اخبار؛ مدیر کل بخش اخبار؛ معاون مدیر دفتر صدا وسیما در لندن؛ مدیر کل پخش صدا (هم‌زمان سرپرستی گروه اجتماعی شبکه یک سیما را نیز عهده‌دار بود، مدیر کل پخش شبکه اول سیما؛ مدیر شبکه تهران را برعهده داشت. بهروز مفید از سال ۱۳۷۹ به مدت پنج سال مشاور معاون سیما بود و در سال ۱۳۸۴ از خدمت در سازمان صدا و سیما بازنشسته شد. وی پس از آن به شهرداری تهران رفت و چندی به عنوان مدیر عامل شرکت توسعه فضاهای فرهنگی شهر تهران ایفای وظیفه کرد.

## آثار
- مهیار عیار (۱۴۰۳) شبکه سه
- هشت و نیم دقیقه (۱۳۹۵) شبکه دو
- کوبار (۱۳۹۶) شبکه دو
- محکومین (۱۳۹۶)
- سرگذشت (۱۳۹۸)
- در کنار پروانه‌ها (۱۳۹۹) شبکه دو
- بام بالا (۱۳۹۹)
- دزد و پری
- خانه‌ای روی تپه
- بیگانه‌ای با من است (۱۳۹۸)
- نیلوفر کبود (۱۳۸۶)
- پای پیاده (۱۳۸۴) شبکه پنج
- زیرزمین (۱۳۸۵) شبکه سه
- یک وجب خاک (۱۳۸۶) شبکه سه
- فیلم یکی از همین روزها (شبکه پنج)
- فیلم نیلوفر کبود برای (شبکه پنج)
- گمشده (شبکه یک)
- فیلم حبیب برای سیما فیلم
- فیلم روز اردو برای (شبکه پتج)
- فیلم وقتی نبودم (شبکه جام جم)
- فیلم ذهن برتر (شبکه پنج)
- مدرسه ما (شبکه دو)
- سهمی برای دوست (شبکه دو)
- فیلم در همین نزدیکی (شبکه سه)
- برنامه این راه نزدیک است (شبکه دو)
- باز هم زندگی (شبکه دو)
- فیلم گناه کوچولو برای شبکه دو
- باز هم زندگی (سری دوم) شبکه دو سیما

## جوایز
- (در همین نزدیکی) جایزه بهترین فیلم از جشنواره فیلم‌های تلویزیونی
- (گناه کوچولو) جایزه بهترین فیلم از جشنواره رشد